# Distale Arthrogrypose
Die Distale Arthrogrypose ist eine Form der Arthrogryposis multiplex congenita (AMC), einer angeborenen Gelenksteife (Dysmorphie). Es handelt sich überwiegend um Myopathien bzw. Bindegewebserkrankungen ohne zusätzliche neuromuskuläre Beteiligung. Der Verlauf ist nicht fortschreitend, die Kontrakturen sprechen gut auf Physiotherapie an.

## Vorkommen
Etwa 10–35 % aller Patienten mit AMC haben eine Distale Arthrogrypose, eine eventuelle Vererbung erfolgt autosomal-dominant.

## Klinische Erscheinungen
Klinische Hauptmerkmale sind:
- Handhaltung als Faust mit überlappenden Fingern und Ulnarabweichung in den Metacarpophalangealgelenken beim Neugeborenen, später in Kamptodaktylie übergehend.
- Klumpfuß
- Gesichtsauffälligkeiten je nach Typ

## Einteilung
Zur Gruppe der distalen Arthrogrypose gehören:
- Autismus-Spektrum-Störung-Epilepsie-Arthrogrypose-Syndrom[4]
- CLIFAHDD-Syndrom[5] (Kongenitale Extremitäten- und Gesichtskontrakturen-Hypotonie-Entwicklungsverzögerung-Syndrom)
- Distale Arthrogrypose, Typ 1[6]
- Distale Arthrogrypose, Typ 2B, Synonyme: Arthrogrypose mit okulomotorischen und elektroretinalen Anomalien; Arthrogrypose, distale, Typ 5; Distale Arthrogrypose mit Ophtalmoplegie; Okulomele Amyoplasie[7]
- Distale Arthrogrypose, Typ 3, Synonym: Gordon-Syndrom[8]
- Distale Arthrogrypose Typ 4, Synonym: Arthrogrypose-schwere Skoliose-Syndrom[9]
- Distale Arthrogrypose, Typ 5D, Synonyme: DA5D; Distale Arthrogrypose Typ 5 ohne Ophthalmoplegie[10]
- Distale Arthrogrypose, Typ 6, Synonym: Arthrogrypose-ähnliche Handanomalie mit sensorineuraler Schwerhörigkeit[11]
- Distale Arthrogrypose, Typ 10[12]
- Ehlers-Danlos-Syndrom, muskulo-kontrakturaler Typ (mcEDS), Synonym: Distale Arthrogrypose mit Gesichtsdysmorphie und Hydronephrose[13]
- Freeman-Sheldon-Syndrom, Synonym: Arthrogrypose, distale, Typ 2A
- Kongenitale Kontrakturale Arachnodaktylie, Synonyme: Arthrogrypose, distale, Typ 9; Beals-Hecht-Syndrom; Beals-Syndrom; CCA-Syndrom
- Autosomal-dominantes_Multiples_Pterygium-Syndrom
- Pelvis Dysplasie – Pseudoarthrogrypose, Synonym: Ray-Peterson-Scott-Syndrom[14]
- Sheldon-Hall-Syndrom
- Stoll-Alembik-Finck-Syndrom, Synonym: Arthrogrypose mit ektodermaler Dysplasie und anderen Anomalien[15]
- Trismus-Pseudokamptodaktylie-Syndrom, Synonym: Distale Arthrogryposis Typ 7